# Теория общего предка

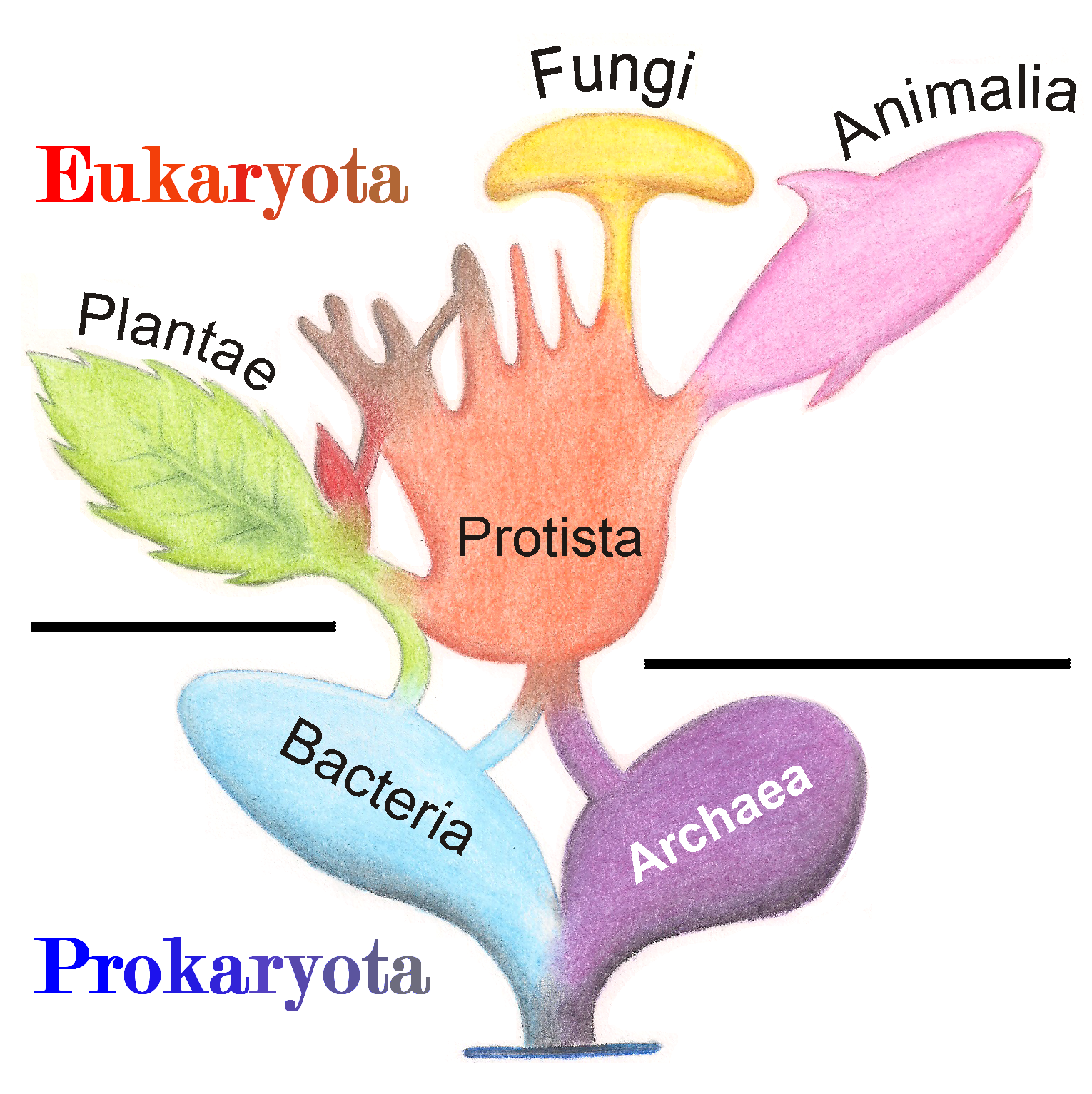

Гипотеза общего предка — постулат о происхождении всех живых организмов на Земле от общего предка / общего генофонда. В оригинальной форме предложенa Дарвином в работе «Происхождение видов» и «Происхождение человека». В современной эволюционной биологии предполагается, что вся жизнь на Земле происходит от популяции организмов, именуемой последним универсальным общим предком (LUCA).
Основными фактами, поддерживающими эту гипотезу, являются: универсальность генетического кода, единообразие биохимических механизмов и универсальное филогенетическое древо, реконструированное по молекулярным данным.

## Доказательства

### Общая биохимия и генетический код
Все известные формы жизни основаны на одной и той же фундаментальной организации биохимии: генетическая информация, закодированная в ДНК, транскрипция в РНК посредством воздействия ферментов белка и РНК, затем транскрипция в белки посредством рибосомы, от АТФ, НАДН и других источников энергии. Более того, генетический код практически идентичен для всех форм жизни, от бактерий до людей. Сходство кода обычно рассматривается биологами как окончательное доказательство теории общего предка. Анализ небольших различий в генетическом коде также обеспечил поддержку теории.